# 張祥河
張祥河（1785年—1862年），原名公璠（藩），字元卿，號詩舲、鶴在、法華山人，江蘇松江府娄县（今上海市）人，清朝政治人物、进士出身。張照從孫。

## 生平

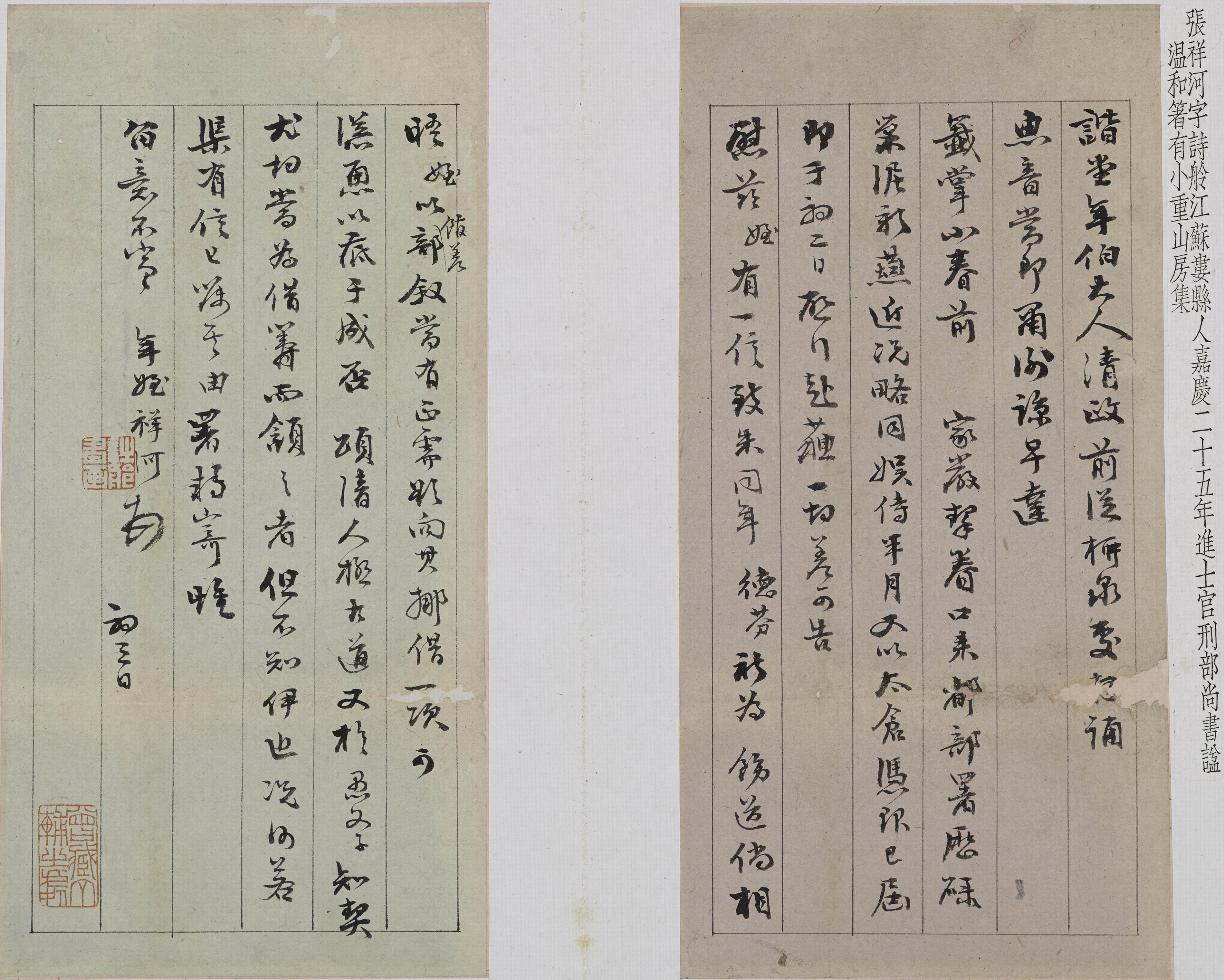
張祥河的行书书札

嘉慶二十五年（1820年），登進士，庚辰科二甲第七十四名。授内閣中書。
道光十七年（1837年）五月，任河南按察使，九月丁父憂。道光二十年（1840年）服闋再任。
道光二十四年（1844年）正月初八，由河南按察使升任廣西布政使。道光二十五年（1845年），丁母忧，免。
道光二十八年（1848年）二月任甘肃布政使，十二月任陝西巡撫。
咸豐三年（1853年）十一月奉命赴京。
咸豐四年（1854年）四月任吏部右侍郎，十一月任吏部左侍郎。
咸豐五年（1855年）正月任顺天府學政，次年正月因病卸任。
咸豐六年（1856年）十月再任吏部右侍郎。
咸豐八年（1858年）十一月任左都御史。
咸豐九年（1859年）五月任工部尚書，咸豐十一年十二月（1862年）因病卸任。
同治元年（1862年）正月卒於京邸，諡温和。

## 作品
書法摹其從祖張照。早年客居京師董浩家，與袁沛、周凯等硏究畫法。山水畫學文徵明、石濤等派，寫意花卉宗徐青藤、陳白阳，擅長画梅。
著有《小重山房初稿》，編有《四銅鼓齋論畫集》、《會典簡明録》等。

## 延伸阅读
[在维基数据编辑]
 《清史稿·卷421》，出自趙爾巽《清史稿》
 在维基共享资源阅览影像